# Homaea addisonae
Homaea addisonae là một loài bướm đêm trong họ Noctuidae.